# Hans Krankl
Hans Krankl, egentligen Johann Krankl,  född 14 februari 1953 i Wien, är en österrikisk före detta fotbollsspelare, anfallare. Han är numera fotbollstränare.

## Karriär
Krankl var en av Europas bästa anfallare i slutet av 1970-talet och rankas som en av Österrikes största spelare genom tiderna. Krankls stora stund med Österrikes herrlandslag i fotboll var 1977-1978 då man hade flera stora framgångar. 1977 kvalificerade sig Österrike för första gången sedan 1958 för VM i fotboll. 1978 gjorde Österrike en av sina bästa VM-turneringar då man tog sig vidare till det andra gruppspelet efter bl.a. seger mot Sverige i det första gruppspelet. Krankl var den lysande stjärnan i laget som vann prestigemötet mot de regerande världsmästarna Västtyskland med 3-2. Krankl gjorde två mål inklusive Österrikes segermål i landets första seger mot Tyskland på 37 år. Krankl var även med i VM 1982 i Spanien då Österrike återigen tog sig vidare från det första gruppspelet. 
Krankl vann Cupvinnarcupen med Barcelona 1979 men återvände snart till Österrike där han spelade för flera olika klubbar innan han avslutade karriären 1989.
Efter den aktiva karriären har Krankl verkat som tränare. 2002-2005 var Krankl förbundskapten för Österrikes landslag.

## Meriter
Rapid Wien
- Österrikiska Bundesliga: 1982, 1983
- Österrikiska cupen: 1976, 1983, 1984, 1985

Barcelona
- Cupvinnarcupen: 1979
- Copa del Rey: 1981